# Ammannia coccinea
Ammannia coccinea är en fackelblomsväxtart som beskrevs av Christen Friis Rottbøll. Ammannia coccinea ingår i släktet Ammannia och familjen fackelblomsväxter. Inga underarter finns listade i Catalogue of Life.